# Stelis longipetala
Stelis longipetala är en orkidéart som beskrevs av O.Duque. Stelis longipetala ingår i släktet Stelis och familjen orkidéer. Inga underarter finns listade i Catalogue of Life.